# Camellia tuberculata
Camellia tuberculata là một loài thực vật có hoa trong họ Theaceae. Loài này được S.S.Chien mô tả khoa học đầu tiên năm 1939.